# Sergi Belbel

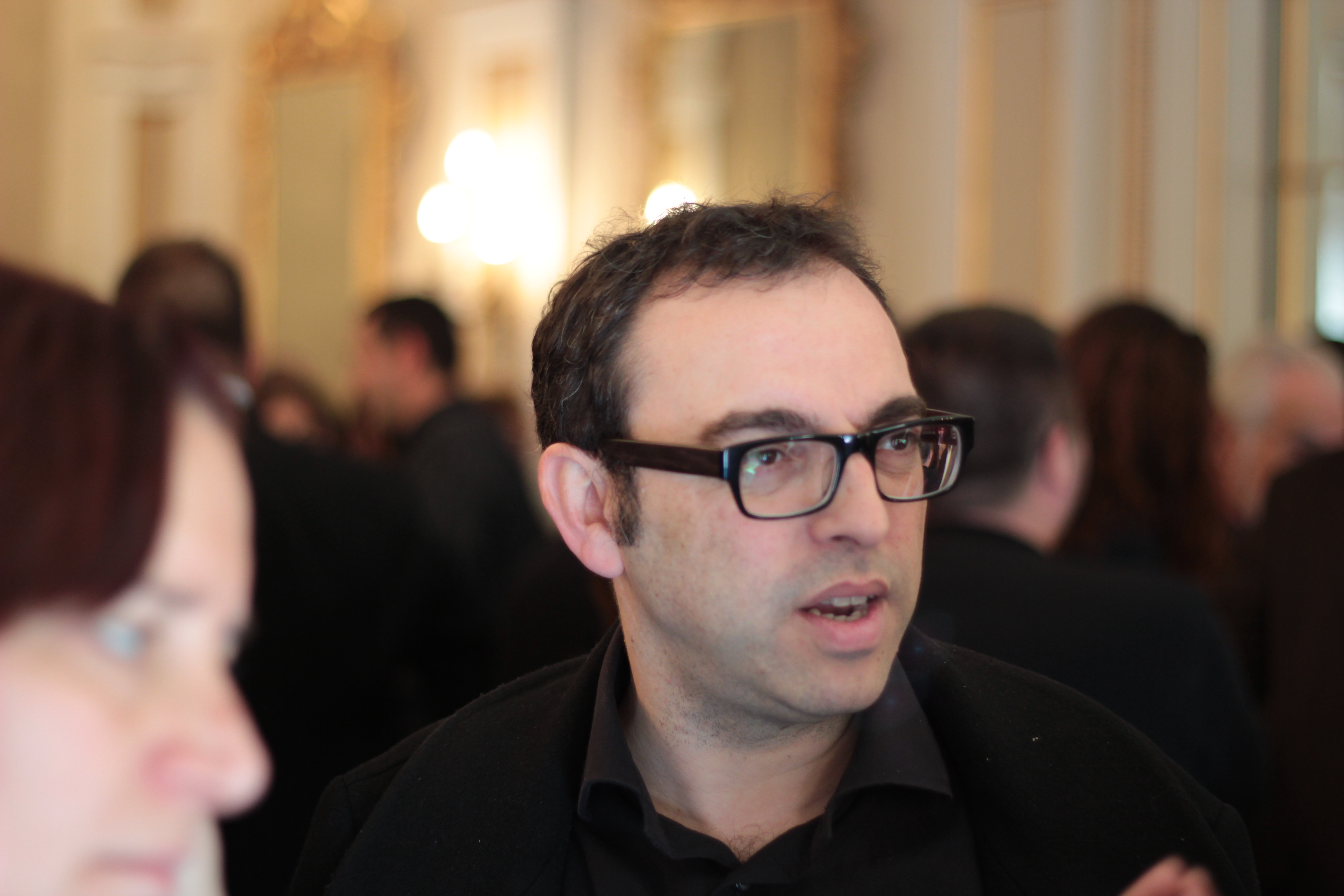
Sergi Belbel 2012

Sergi Belbel i Coslado (* 29. Mai 1963 in Terrassa) ist ein katalanischer Schriftsteller, Regisseur und Übersetzer. Er zählt zu den bedeutendsten Gegenwartsdramatikern Spaniens. Von 2006 bis 2013 war er Intendant des katalanischen Nationaltheaters (TNC). 

## Leben
Belbel studierte romanische Philologie an der Universität Barcelona, machte ab 1986 Theatererfahrungen am Teatro Fronterzio in Madrid. Sein erstes Stück wurde noch im selben Jahr in Gijón uraufgeführt. Seit 1988 arbeitet er als Regisseur, inszeniert Aufführungen seiner Texte oft selbst, hat daneben aber auch einen Lehrauftrag am Theaterinstitut Barcelona. Liebkosungen (Carícies),  zehn Szenen über Liebe und Kommunikationsverlust, wurde 1992 zum internationalen Durchbruch, Theater in ganz Europa interessierten sich plötzlich für Belbel. Das 1993 uraufgeführte Nach dem Regen (Després de la pluja) und Ein Augenblick vor dem Sterben (Morir) von 1994 wurden ebenfalls große Erfolge, 1996 erhielt Belbel den Spanischen Nationalpreis für Dramatische Literatur. Neben seinen Stücken erschienen auch Übersetzungen von Jean Racine, Samuel Beckett und Bernard-Marie Koltès ins Katalanische. Seit 1995 arbeitet Belbel für das spanische Fernsehen als Drehbuchautor, mitunter aber auch als Regisseur.

## Auszeichnungen
- 1989: Nacional Ignasi Iglésias (für Elsa Schneider)
- 1996: Spanischer Nationalpreis für Dramatische Literatur (für Ein Augenblick vor dem Sterben)

## Werk (unvollständig)
- Caleidoscopis i fars d’avui, UA 1986
- La nit del Cigne, UA 1986
- Elsa Schneider, UA 1987
- Ópera, UA 1988
- En companyia d’abisme, UA 1988 – dt. In Gesellschaft von Abgrund, DE 1998 am Theater Bielefeld (Regie: Agnese Grieco)
- Tàlem, UA 1989 – dt. Spielwiese, zwei im Quadrat, DE 1997 an der Württembergischen Landesbühne Esslingen (Regie: Michael Hürsch)
- Carícies, UA 1991 – dt. Liebkosungen, DE 1995 an den Münchner Kammerspielen (Regie: Torsten Bischof)
- Despres de la pluja, UA 1993 – dt. Nach dem Regen, DE 1995 am Deutschen Schauspielhaus Hamburg (Regie: Elke Lang)
- Morir, UA 1994 – dt. Ein Augenblick vor dem Sterben, DE 1998 am Staatsschauspiel Dresden (Regie: Hasko Weber)
- La sang, UA 1998 – dt. Das Blut
- El temps de Planck, UA 1999 – dt. Die Zeit der Plancks, DE 2002 am Schauspiel Frankfurt (Regie: Anselm Weber)
- Forasters, UA 2005
- A la Toscana, UA 2007